# Froterka

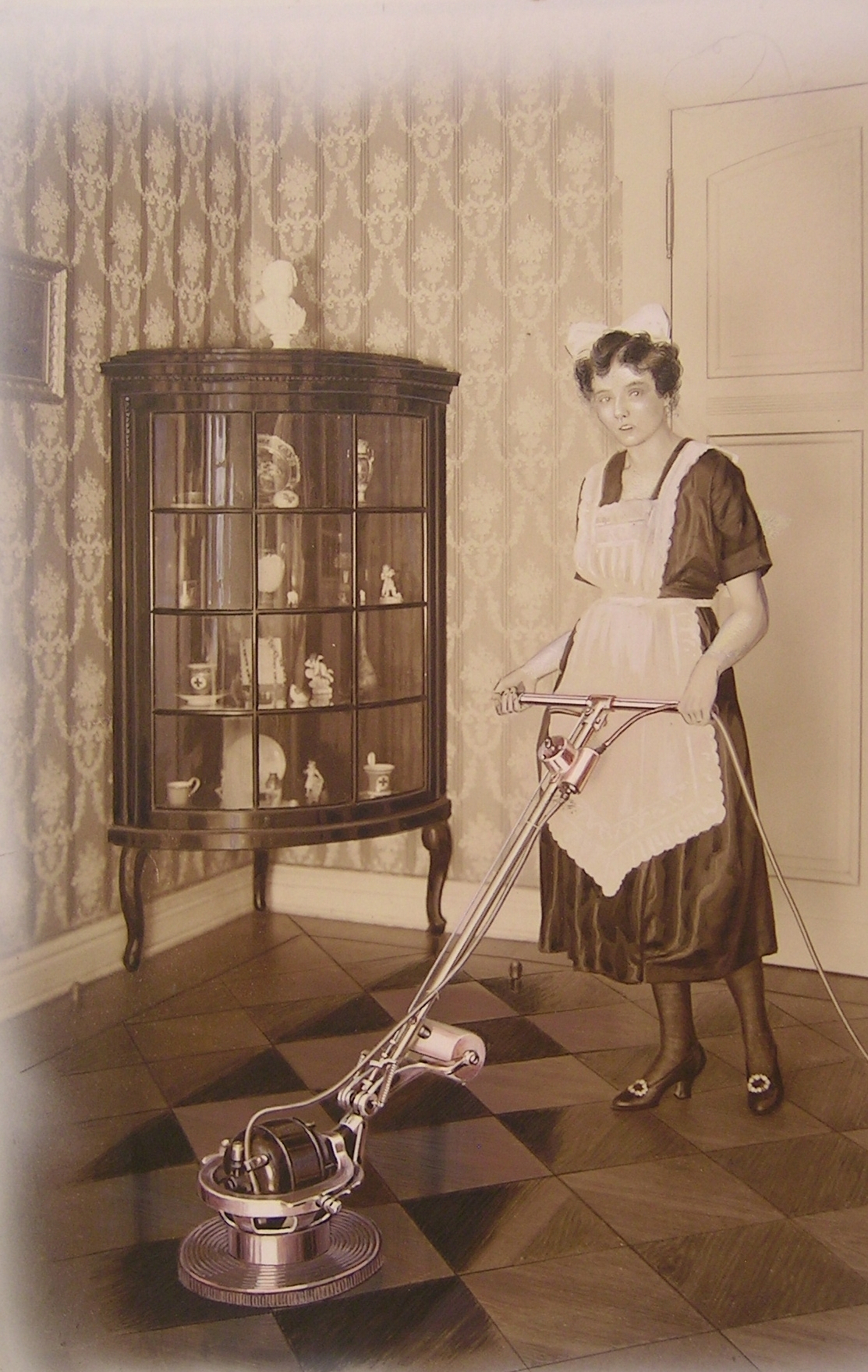
Wczesny typ froterki produkcji niemieckiej (1912)

Froterka elektryczna – urządzenie elektryczne, służące do polerowania wypastowanych podłóg wykonanych z PCW (PVC), paneli podłogowych, parkietu, drewna, kamienia i tym podobnych. 
Zasadniczym elementem tego narzędzia są ruchome, napędzane silnikiem komutatorowym szczotki. Pierwsze froterki były dość dużymi urządzeniami z dwoma lub trzema szczotkami napędzanymi za pomocą paska. 
Niektóre urządzenia tego rodzaju wyposażone są w worek na śmieci zebrane przy froterowaniu.